# Constâncio de Lyon
Constâncio de Lyon (c. 420-439; † ca. 494) foi um sacerdote, orador e poeta do século V nascido na região da moderna Auvérnia, na França. Além do fato de ser nobre, nada mais se sabe sobre suas origens. Porém, é certo que ele já era idoso e tinha a saúde debilitada quando começou a trabalhar em sua obra-prima, De Vita sancti Germani, em 480, uma hagiografia sobre São Germano de Auxerre completada antes de 494. Não é certo sequer que tenha nascido em Lyon e apenas o fato de ele ter conhecido um bispo da cidade foi comprovado.
Ele era amigo do bispo Lupo de Troyes e de Sidônio Apolinário, que incluiu diversas cartas endereçadas a ele em sua coleção de cartas.[carece de fontes?]